# Pacific FC
A Pacific FC egy kanadai labdarúgócsapat, amelynek székhelye a Brit Columbia állambeli Langford városában található. A klub 2019 óta a kanadai első osztályban, a Canadian Premier League-ben szerepel. Hazai mérkőzéseit a 6 000 néző befogadására alkalmas Starlight Stadionban játssza.

## Sikerek
- Canadian Premier League
  - Győztes (1): 2021

## Játékoskeret
2023. április 12. szerint.
| #  |     | Poszt | Név                |
| -- | --- | ----- | ------------------ |
| 1  | CAN | K     | Emil Gazdov        |
| 2  | CAN | V     | Georges Mukumbilwa |
| 3  | CAN | V     | Eric Lajeunesse    |
| 4  | CAN | V     | Paul Amedume       |
| 5  | NED | V     | Bradley Vliet      |
| 7  | CAN | KP    | Steffen Yeates     |
| 8  | CAN | KP    | Pierre Lamothe     |
| 9  | CAN | CS    | Easton Ongaro      |
| 10 | CAN | CS    | Adonijah Reid      |
| 11 | WAL | KP    | Josh Heard         |
| 12 | CAN | K     | Kieran Baskett     |
| 13 | CAN | V     | Kunle Dada-Luke    |
| 14 | POR | CS    | David Brazão       |

| #  |     | Poszt | Név                     |
| -- | --- | ----- | ----------------------- |
| 19 | CAN | CS    | Abdul Binate            |
| 20 | CAN | KP    | Sean Young              |
| 21 | NED | CS    | Ayman Sellouf           |
| 23 | NED | CS    | Djenairo Daniels        |
| 26 | CAN | V     | Thomas Meilleur-Giguère |
| 28 | CAN | KP    | Cédric Toussaint        |
| 30 | CAN | K     | Jack Garner             |
| 31 | GAM | CS    | Kekuta Manneh           |
| 34 | CAN | KP    | Manny Aparicio          |
| 55 | CAN | V     | Amer Đidić              |
| —  | CAN | KP    | Sami Marvasti           |

## Vezetőedzők
| Név                         | Évek                                    |
| --------------------------- | --------------------------------------- |
| Michael Silberbauer         | 2018. augusztus 20. – 2019. október 18. |
| James Merriman (ideiglenes) | 2019. október 18. – 2020. január 14.    |
| Pa-Modou Kah                | 2020. január 14. – 2022. január 21.     |
| James Merriman              | 2022. január 21. – jelenleg is          |

## További hivatkozások
- Hivatalos honlapja